# Dizionario biografico
Un dizionario biografico è un'opera in cui sono raccolte in un certo ordine sistematico, di solito in ordine alfabetico di cognome, le biografie di uomini e donne che ebbero una loro funzione in un determinato settore di attività umana, in un dato periodo storico o in un certo paese.

## Storia
L'esigenza di strumenti di consultazione, dai quali si potessero attingere dati relativi alla vita e alle opere di individui eminenti, è stata determinata dallo sviluppo delle discipline storiche già nell'antichità, soprattutto in età ellenistica per la tendenza degli eruditi alessandrini a ricercare i particolari degli eventi. Oltre a raccolte di condottieri e sovrani greci e romani, per esempio De viris illustribus di Cornelio Nepote, Vite dei dodici Cesari di Svetonio, Vite parallele di Plutarco, furono frequenti anche le biografie degli scrittori sotto forma di brevi e sintetiche compilazioni. Attorno al VI secolo, per es., Esichio di Mileto compose un onomatologo (ὀνοματολόγος), ossia una raccolta di notizie biografiche sugli autori pagani, elencati in ordine cronologico, classificati per categorie letterarie (poeti, filosofi, ecc.) L'opera di Esichio è andata perduta, ma rimaneggiata sotto forma di lessico è conservata nel Suda.
In età moderna, a partire dal XVI secolo, c'è una fioritura di opere di consultazione con le biografie più disparate dei vari personaggi illustri da quelle "universali", opere contenenti cioè biografie di personaggi di tutti i tempi e di tutti i luoghi, ai dizionari biografici "specializzati", di letterati, musicisti, pittori, uomini politici, papi, sovrani, ecc., o di una definita nazionalità.

## Esempi

### Dizionari biografici universali
Fra gli esempi più ragguardevoli di dizionari biografici universali, che riportano cioè biografie di personalità di ogni paese e di tutti i tempi, si ricordano:
- il Nouveau dictionnaire historique e il Dictionnaire historique in 30 volumi del benedettino Louis-Maïeul Chaudon[2], quest'ultimo pubblicato anche in edizione italiana[3]
- il Dictionnaire historique del Feller (Liegi, 1781; stampato ancora nel XIX secolo e tradotto in lingua italiana[4])
- la Biographie universelle ancienne et moderne dei fratelli Michaud[5]
- la Nouvelle biographie universelle depuis les temps les plus reculés jusqu'a nos jours: avec les renseignements bibliographiques et l'indication des sources a consulter (46 voll. editi a Parigi dai fratelli Didot fra il 1855 e il 1866)
- l'Archivio biografico svizzero in 6 volumi pubblicati da Willy Keller tra il 1952 e il 1958
- la recente Enciclopedia biografica universale (20 voll. a cura dell'Istituto dell'Enciclopedia italiana fra il 2006 e il 2007).

### Dizionari biografici specialistici

#### Per paese
Fra i dizionari biografici specialistici per paese devono essere menzionati:
- Allgemeine Deutsche Biographie per i personaggi di lingua tedesca e per i nati nei Paesi Bassi (56 volumi, pubblicati tra il 1875 e il 1912 dalla Commissione storica dell'Accademia Bavarese delle Scienze). Un'opera analoga, per le personalità di lingua tedesca, è la Neue Deutsche Biographie che, iniziata nel 1953, si prevede possa essere completata nel 2017
- il Dictionary of National Biography per i personaggi del Regno Unito (63 volumi dal 1885 al 1900; dal 2004 una nuova edizione aggiornata in 60 volumi pubblicata come Oxford Dictionary of National Biography)
- il Dictionnaire de biographie française (19 voll. fra il 1932 e il 2001; fermo alla lettera "L") per personalità di lingua francese
- Vitae Italorum doctrina excellentium qui saeculis XVII et XVIII floruerunt (20 voll., 1777-1805) di Angelo Fabroni, per personalità italiane vissute nel XVII e XVIII secolo
- il Dizionario biografico degli italiani (100 volumi pubblicati fra il 1960 e il 2020, edito dall'Istituto dell'Enciclopedia italiana) per personalità italiane defunte vissute dalla caduta dell'Impero romano d'Occidente (V secolo) a oggi.
- il Biographische Lexikon des Kaiserthums Österreich (BLKÖ), 60 volumi, dal 1856 al 1891 a cura di Constantin von Wurzbach per personalità nate tra il 1750 e il 1850 nei territori dell'Impero austriaco, seguito dall'Österreichisches Biographisches Lexikon 1815-1950 (12 volumi nel 2012 su 16 previsti) curato dall'Accademia austriaca delle scienze, iniziato nel 1945 e non ancora completato, inteso a raccogliere le biografie di personalità austriache che siano decedute fra il 1815 e il 1950.
- il Biographisch woordenboek der Nederlanden (Dizionario biografico dei Paesi Bassi), 14 volumi pubblicati fra il 1839 e il 1851 a cura di Abraham Jacob van der Aa con l'aiuto di numerosi storici e geografi. Raccoglie le biografie delle personalità nate nei Paesi Bassi, in Lussemburgo e nelle colonie olandesi.
- il Diccionario biográfico español (acronimo DBE), 50 volumi pubblicati fra il 2011 e il 2013 dalla Real Academia de la Historia di Spagna, raccoglie 40.000 biografie di personaggi illustri della storia spagnola dal VII secolo a.C. all'epoca contemporanea.

#### Per attività
Le categorie prese in considerazione nei dizionari specialistici settoriali sono numerosissime. Si riportano qui solo alcune di esse a scopo esemplificativo:
- Letterati: ai primi del XVIII secolo Giammaria Mazzuchelli cominciò a compilare un grande Dizionario degli scrittori d'Italia, seguendo l'ordine alfabetico;  ma l'opera rimase incompiuta alla lettera "B" per la morte prematura dell'autore[6]
- Scienziati: Dizionario delle scienze naturali nel quale si tratta metodicamente dei differenti esseri della natura, ... accompagnato da una biografia de' più celebri naturalisti, opera utile ai medici, agli agricoltori, ai mercanti, agli artisti, ai manifattori, redatta da varj professori del giardino del re e delle principali scuole di Parigi; prima traduzione dal francese con aggiunte e correzioni. 22 voll. Firenze: per V. Batelli e figli, 1830-1851. Notevoli, nel XIX secolo, il Dizionario bio-bibliografico delle scienze esatte del fisico tedesco Johann Christian Poggendorff[7] e il Dizionario critico-biografico degli scrittori e scienziati russi del critico russo Semën Afanas'evič Vengerov[8].
- Artisti: Stefano Ticozzi, Dizionario degli architetti, scultori, pittori, intagliatori in rame, in pietre preziose, in acciajo per medaglie e per caratteri, niellatori, intarsiatori, musaicisti d'ogni eta e d'ogni nazione. 4 voll. Milano: presso Luigi Nervetti ([9])
- Musicisti: Giuseppe Bertini, Dizionario storico-critico degli scrittori di musica e de' più celebri artisti di tutte le nazioni si antiche che moderne dell'ab. Giuseppe Bertini, 4 voll. Palermo: dalla tipografia Reale di guerra, 1814-1815
- Presidenti delle camere di commercio:  Giuseppe Paletta (a cura di), Dizionario biografico dei presidenti delle camere di commercio italiane, 1862-1944, prefazione di Carlo Sangalli, introduzione di Giulio Sapelli. 2 voll. Soveria Mannelli: Rubbettino, 2005-2006, ISBN 88-498-1232-9
- Fra i dizionari biografici dedicati alle personalità viventi occorre ricordare il Who's Who (letteralmente, "Chi è chi"), il cui prototipo venne pubblicato nel 1849 a Londra a cura di H. R. Addison[10], e da allora uscito periodicamente in numerosi paesi, Italia compresa[11].